# Шосткинський казенний завод «Імпульс»
Шосткинський казенний завод «Імпульс» засновано у 1848 році. Це єдине в Україні й одне з небагатьох у світі підприємств, що у замкнутому циклі виготовляє засоби ініціювання зарядів вибухових речовин (капсулі-детонатори, електродетонатори, детонуючі шнури тощо) для проведення відповідних робіт у гірничодобувній і вугільній промисловості, геологорозвідці. нафтогазовидобуванні, будівництві та металургії.
Незмінні традиції якості та гарантії безпеки продукції зробили ШКЗ «Імпульс» стратегічним партнером для вітчизняних і закордонних підприємств життєво важливих галузей промисловості. Стабільно забезпечуючи підприємства гірничорудної, вугільної, металургійної промисловості України, які становлять основу національної економіки, завод тим самим виконує державне замовлення з забезпечення економічної та політичної незалежності держави. Використовуючи власні високі технології, на підприємстві розроблена та знаходиться на стадії промислових випробувань вітчизняна неелектрична система ініціювання «Імпульс», яка дозволить забезпечити високий рівень керованості масовими вибухами, істотно підвищить ефективність і безпеку підривних робіт. Ведуться роботи з удосконалення електродетонаторів, що випускаються. Тип власності: загальнодержавна власність (казенне підприємство).

## Історія
У грудні 2019 року завод відкрив новий виробничий комплекс з сотнею комп'ютеризованих високотехнологічних верстатів та обладнання для виробництва комплектуючих деталей для детонаторів. Завдяки запуску нового цеху на заводі утворився повний цикл виробництва артилерійських боєприпасів та ракетного озброєння, тут виготовлятимуть усі необхідні деталі для засобів ініціювання артилерійських снарядів та ракетного озброєння.
Запустили цех у рекордно короткі строки – 9 місяців, його вартість становила 282 млн грн.
На новому обладнанні вже виготовлена та успішно випробувана перша партія підривачів В-429, наступний етап – полігонні випробування.

## Вироби
У липні 2018 року КП «Шосткинський казенний завод „Імпульс“», що входить до складу ДК «Укроборонпром», спільно з ПрАТ «Кузня на Рибальському», розпочало серійне виробництво боєприпасів для 40-мм автоматичного гранатомету — ПГОФ-40, які відповідають стандарту НАТО.
ПГОФ-40 — граната осколково-фугасної дії з типорозміром 40×53 мм, що відповідає встановленому у НАТО стандарту боєприпасів до автоматичних гранатометів. У порівнянні із 30-мм гранатами, які зараз використовуються у більшості автоматичних гранатометів, що стоять на озброєнні українського війська, 40-мм граната, має більшу потужність та розліт осколків.
Також завод освоїв виробництво спеціальних інертних 40-мм боєприпасів ПГІ-40, які використовуються для пристрілки автоматичного гранатомету та навчання особового складу.
Окрім того, «Імпульс», спільно з ПрАТ «Кузня на Рибальському»", освоює виробництво ВОГ-25В, які призначені для стрільби з підствольних гранатометів для автоматів, що стоять на озброєнні силових структур України.
У вересні 2018 року стало відомо, що спільно з ДАХК «Артем» на заводі закінчується випробування артилерійського підривача В-429, після чого буде налагоджене його серійне виробництво.

## Інциденти
24 лютого 2020 року, за процесуального керівництва військової прокуратури Сумського гарнізону задокументовано одержання неправомірної вигоди в розмірі 47 тисяч гривень начальником одного з відділів заводу «Імпульс». Вказану суму посадовець, який до того ж є депутатом міської ради, вимагав та одержав за безперешкодну реалізацію, без відповідних дозволів та документів, продукції казенного підприємства, а саме — пороху.